# Santa Maria in Porta Paradisi
Santa Maria in Porta Paradisi, även Santa Maria Porta Paradisi och Santa Maria Portae Paradisi, är en kyrkobyggnad i Rom, helgad åt Jungfru Maria i hennes roll som "Paradisets port". Kyrkan är belägen i Rione Campo Marzio och tillhör församlingen San Giacomo in Augusta.

## Kyrkans historia
1519 fullbordades anläggandet av Via di Ripetta, som löper från Piazza del Popolo till Via del Clementino, en sträcka på ungefär 700 meter. Vid samma tid företogs en genomgripande ombyggnad av Archispedale di San Giacomo dei Poveri Incurabili, ett sjukhus som särskilt vårdade personer med obotlig syfilis. Sjukhuset fick ett begravningskapell, som motsvarar dagens kyrka. Arkitekt var Antonio da Sangallo den yngre, som assisterades av Giorgio da Coltre. Första fasen i byggnadsarbetena slutfördes 1523. Sedan dröjde det till 1537, innan de återupptogs; projektet fullbordades 1579. Sjukhuset fick en egen fullskalig kyrka 1600, då San Giacomo in Augusta invigdes. 
| Santa Maria delle Carceri, Prato. |  | San Biagio, Montepulciano. |
| Santa Maria delle Carceri, Prato. |  | San Biagio, Montepulciano. |

Kyrkans fasad är ritad av Sangallo och företer ett visst släktskap med kyrkorna Santa Maria delle Carceri i Prato och San Biagio i Montepulciano.
Från 1644 till 1654 företogs en genomgripande ombyggnad av kyrkans interiör. Ansvariga för denna var arkitekterna Angelo Torrone och Giovanni Antonio de Rossi. Kyrkans grundplan ändrades från rektangulär till rund. En kampanil uppfördes men revs under 1700-talet.
Santa Maria in Porta Paradisi utgjorde sjukhusets kapell fram till 1824, då sjukhuskyrkan San Giacomo in Augusta blev församlingskyrka. Santa Maria in Porta Paradisi övertog då rollen som sjukhuskyrka. 1843 övertogs sjukhuset av Barmhärtiga bröderna, som lät bygga om detsamma med Pietro Camporese som arkitekt.
1870 tog italienska staten över sjukhuset och det moderniserades 1953. Kyrkan restaurerades 2000 och sjukhuset stängdes 2011. Dessförinnan fick man vanligtvis tillträde till kyrkan genom sjukhusets lokaler vid Via Antonio Canova, men sedan dess används kyrkans port vid Via di Ripetta.

## Konstverk i urval
- Andrea Sansovino: Madonnan med Barnet (ovanför kyrkans port; 1509)
- Pietro Paolo Ubaldini: Jungfru Marie himmelsfärd och musicerande änglar
- Pietro Paolo Ubaldini: Scener ur den helige Jakobs liv
- Lazzaro de Rossi: Madonnan och Barnet med de heliga Elisabet och Johannes Döparen
- Baldassare Peruzzi (attribuering): Gravmonument över Antonio de Burgos (1526)
- Madonnan med Barnet (högaltaret, 1400-talet)
- Francesco Brunetti: Den helige Josef (högaltaret, omkring 1685)
- Francesco Brunetti: Den helige Antonius (högaltaret, omkring 1685)
- Lorenzo Greuter: Gud Fadern
- Lorenzo Greuter: Jungfru Marie födelse
- Lorenzo Greuter: Jungfru Marie frambärande i templet
- Lorenzo Greuter: Jungfru Marie avsomnande
- Cosimo Fancelli: Gravmonument över Matteo Caccia (omkring 1645)[a]
- Cosimo Fancelli: Jesus med Maria Salome och apostlarna Jakob och Johannes (1645)
- Lorenzo Greuter: Vila under flykten till Egypten
- Bernardino Gagliardi: Den helige Jakob och de sjuka vördande ikonen Vergine del Miracolo

## Bilder

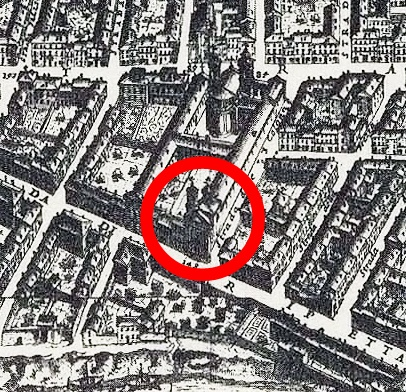
Santa Maria in Porta Paradisi på Giovanni Battista Faldas Rom-karta från 1667.
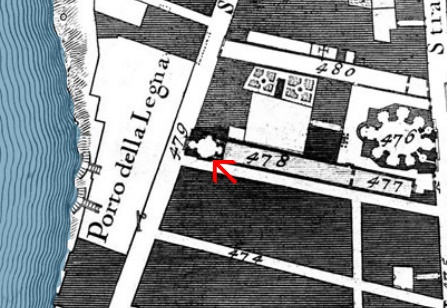
Santa Maria in Porta Paradisi (nummer 479 vid den röda pilen) på Giovanni Battista Nollis Rom-karta från 1748. Nummer 476 anger kyrkan San Giacomo in Augusta.
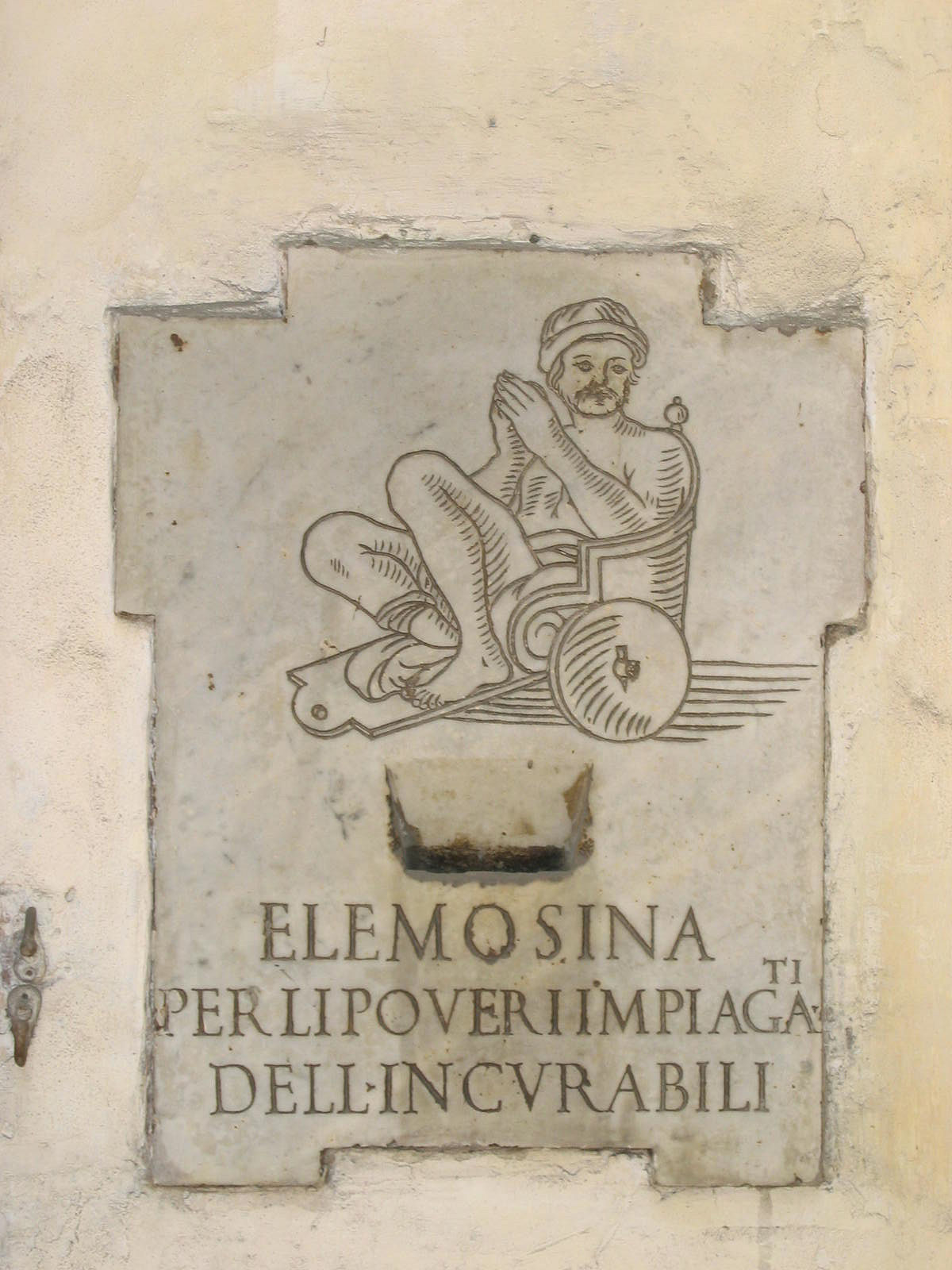
Allmosebössa till höger om kyrkans port.
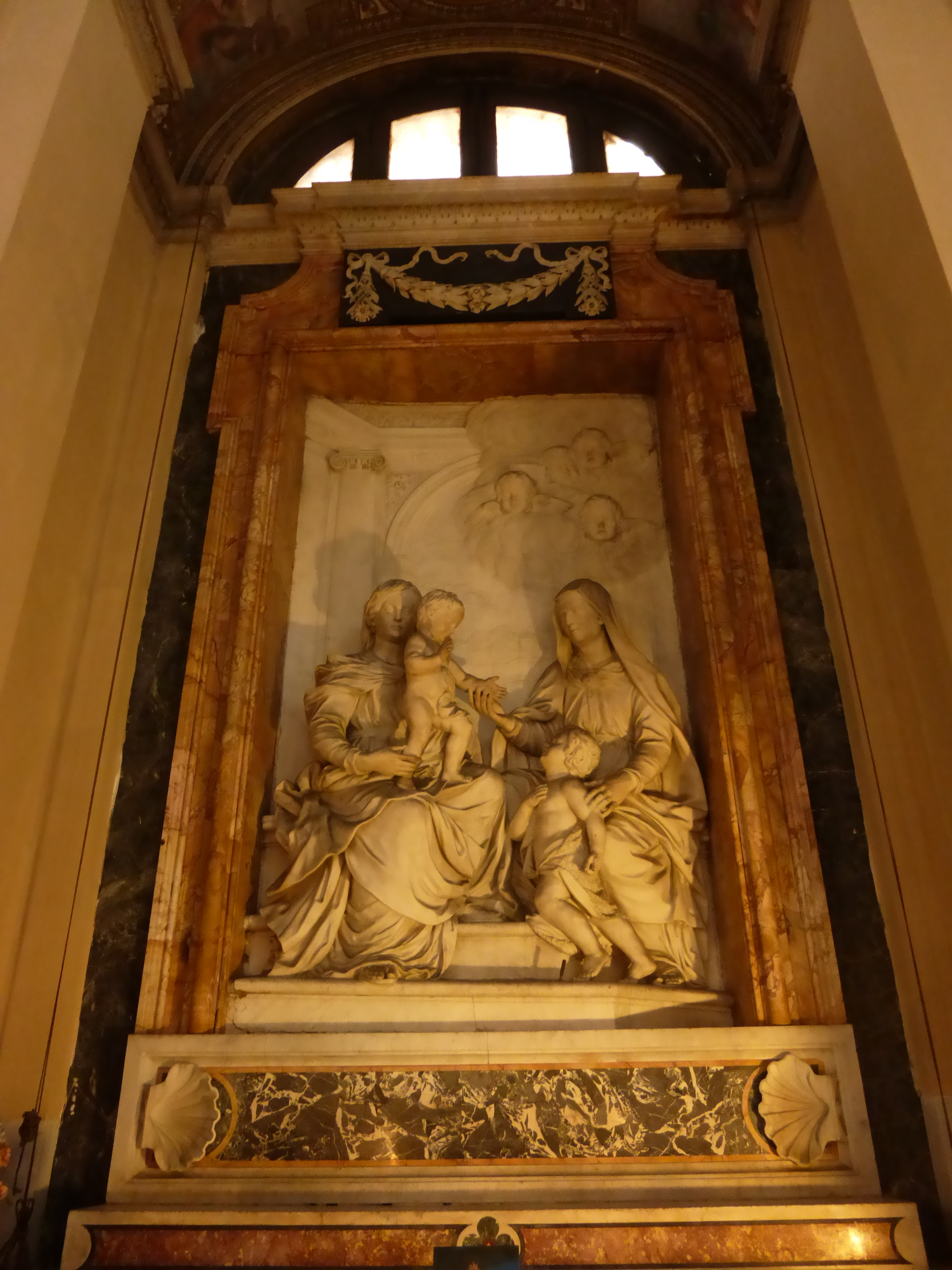
Madonnan med Barnet och de heliga Elisabet och Johannes Döparen av Lazzaro de Rossi.
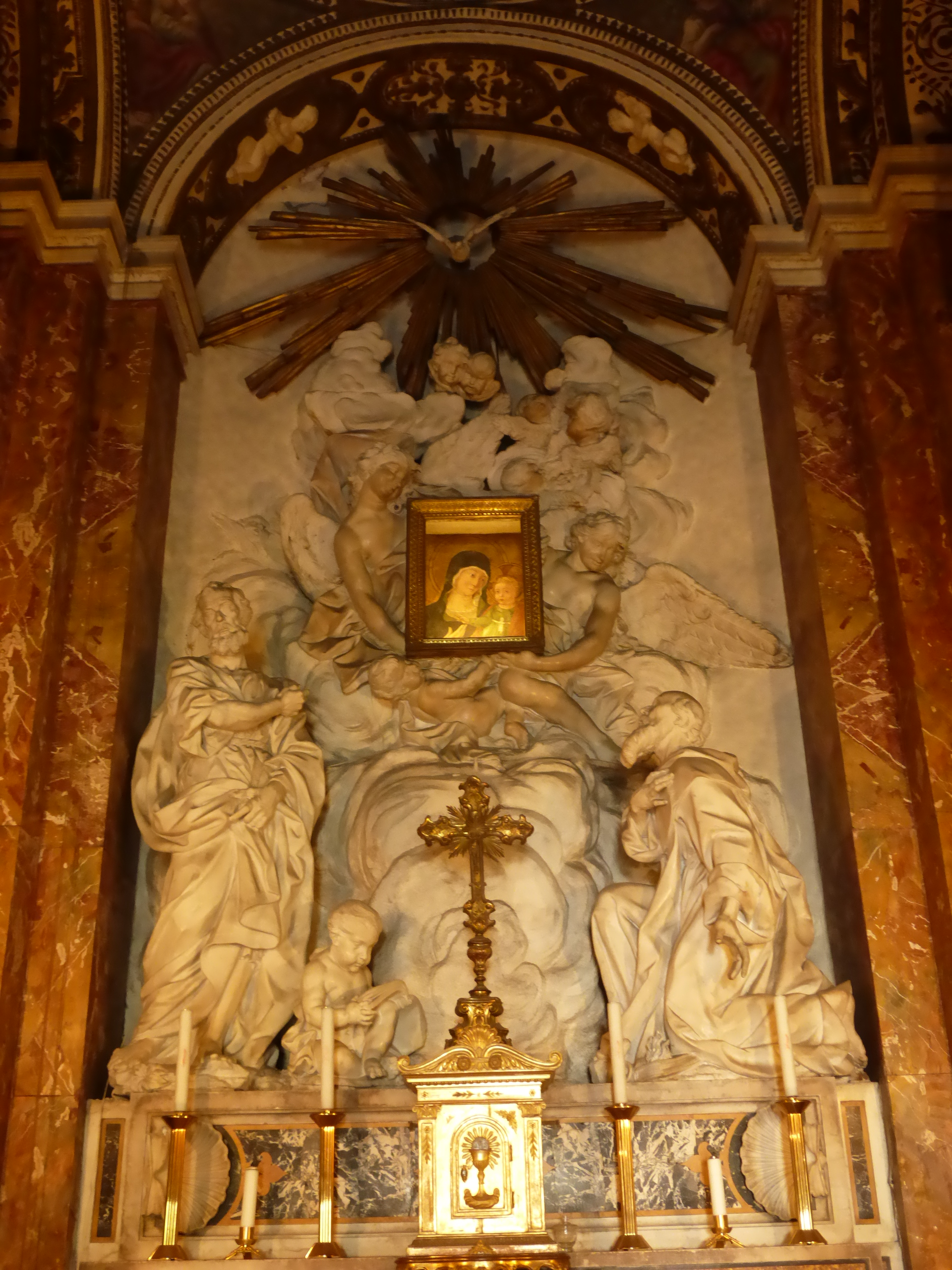
Högaltaret.
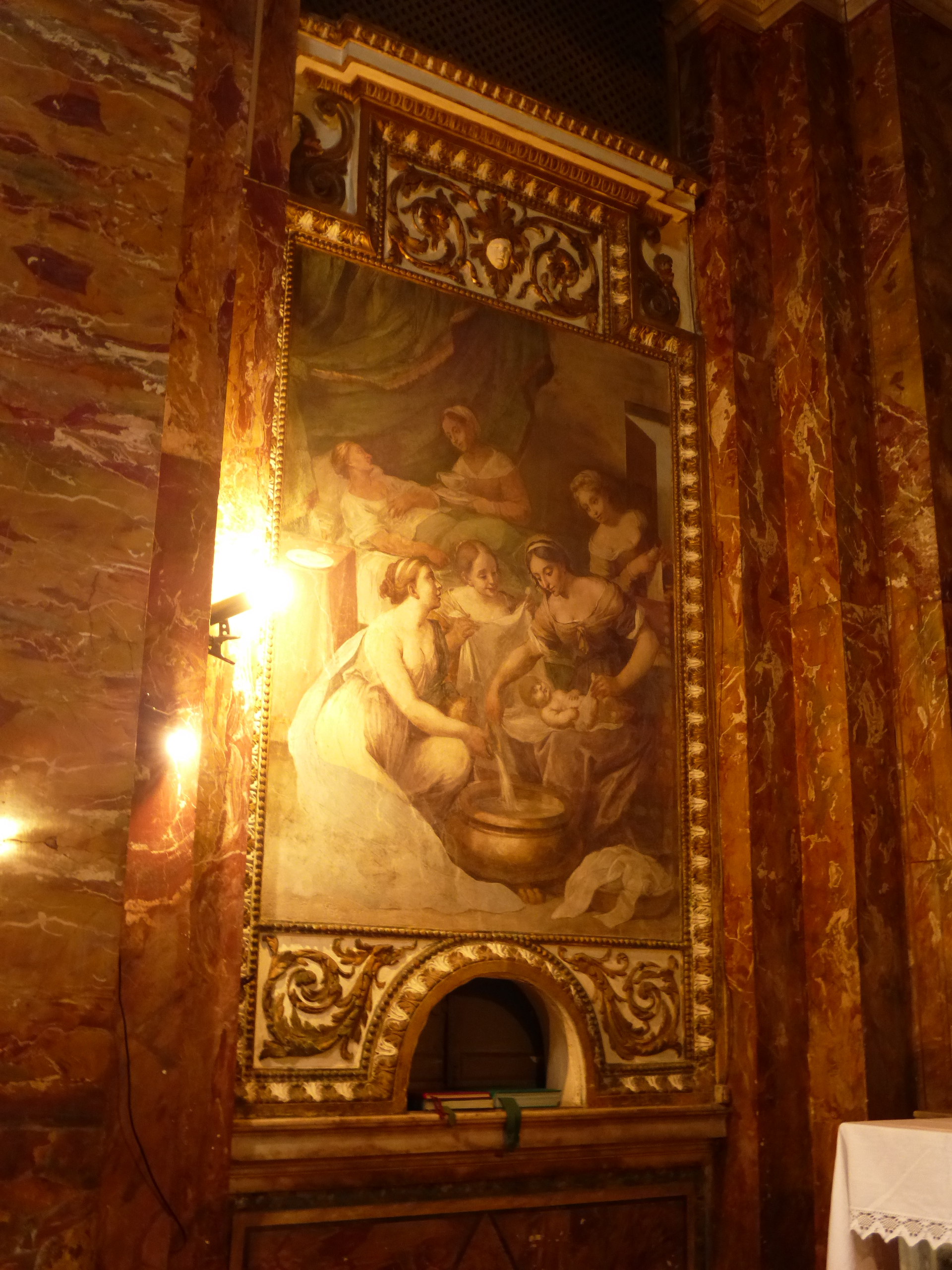
Jungfru Marie födelse av Lorenzo Greuter.
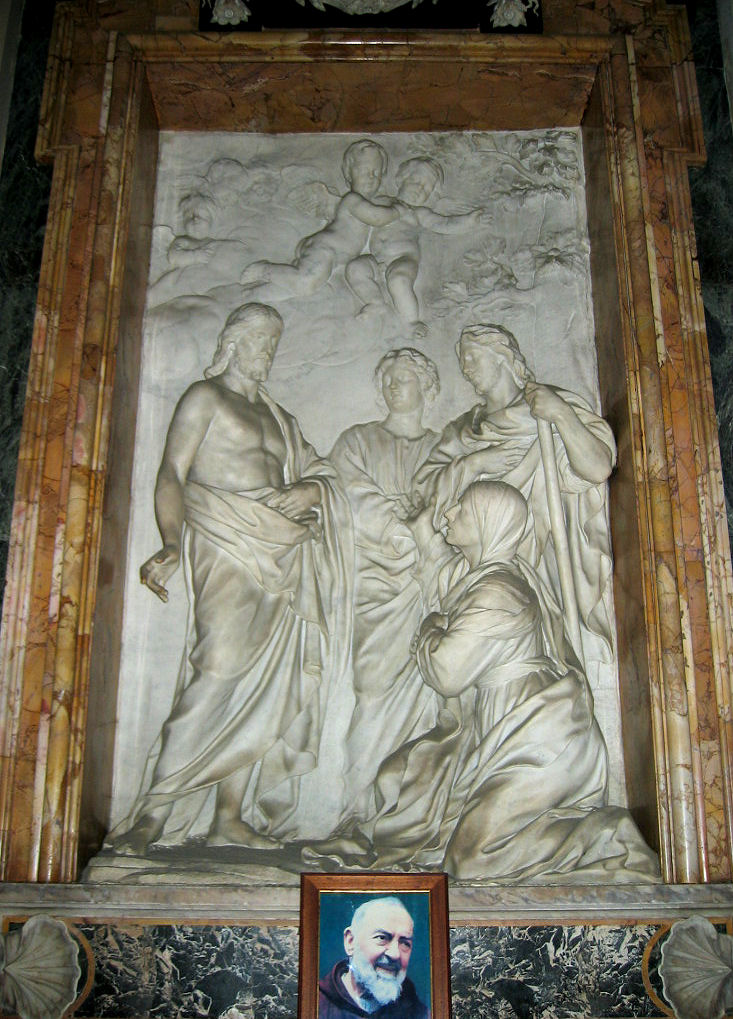
Jesus med Maria Salome och apostlarna Jakob och Johannes av Cosimo Fancelli.